# بيسي تاكر
بيسي تاكر (بالإنجليزية: Bessie Tucker)‏ هي كاتبة غنائية ومغنية أمريكية، ولدت في 1906 في East Texas ‏ في الولايات المتحدة، وتوفيت في 6 يناير 1933 في دالاس في الولايات المتحدة.

## وصلات خارجية
- بيسي تاكر على موقع ميوزك برينز (الإنجليزية)
- بيسي تاكر على موقع أول ميوزيك (الإنجليزية)
- بيسي تاكر على موقع ديسكوغز (الإنجليزية)